# Renault Vel Satis
O Vel Satis foi um modelo topo-de-linha da Renault. Assim como o Renault Avantime, o modelo é marcado por um design não-convencional.
A Renault teve 1.15 mil milhões de euros em prejuízo, o que representa 18 mil euros por unidade vendida.